# Polyclysta subflava
Polyclysta subflava là một loài bướm đêm trong họ Geometridae.